# مصطفی الفادنی
مصطفی الفادنی (انگلیسی: Mustafa Elfadni؛ زادهٔ ۲۴ اکتبر ۱۹۹۹) بازیکن فوتبال اهل سودان است.
وی همچنین در تیم‌های ملی فوتبال زیر ۲۰ سال سودان و سودان بازی کرده‌است.